# Robinson Ekspeditionen 2011
Robinson Ekspeditionen 2011 var den 14. sæson af det danske realityshow Robinson Ekspeditionen. Det havde Jakob Kjeldbjerg som vært og blev vist fra 5. september 2011 frem til december. Vinderen af sæson var Hugo Kleister.